# Dmîtro Pundîk
Dmîtro Pundîk (ucraineană Дмитро Пундик; n. 26 aprilie 1992) este un scrimer ucrainean specializat pe sabie, laureat cu argint pe echipe la Campionatul European de Scrimă din 2010 și cu aur pe echipe la Universiada de vară din 2011. A fost numit maestru al sportului, clașă internațională în Ucraina.
Sora sa mai mare, Halîna, este și ea o sabreră, care a fost laureată cu aur pe echipe la  Jocurile Olimpice de vară din 2008. Au început să practice scrima împreună când erau copii.

## Legături externe
- Prezentare Arhivat în 24 septembrie 2015, la Wayback Machine. la Confederația Europeană de Scrimă